# Гај Теренције Варон
Гај Теренције Варон био је римски конзул и војсковођа. Предводио је римску војску у бици код Кане која се завршила великим поразом Рима.

## Биографија
Гај Теренције је био скромног порекла. Године 218. п. н. е. изабран је за претора, а 216. за конзула. Колега му је био Луције Емилије Паул. Римска република се налазила у рату са Картагином. Чувени војсковођа Ханибал Барка је са војском стигао у северну Италију и нанео поразе римској војски код Тицина, Требије и Тразименског језера. Међутим, тактика диктатора Фабија Максима довела је до тога да Ханибалова војска остане без намирница те се велики војсковођа морао упутити у Кампанију. Тамо га је чекала римска војска предвођена двојицом конзула. Извори наводе да је управо Варон предложио директан напад на Ханибала. У бици код Кане живот је изгубио Луције Емилије Паул и око 35.000 римских војника. 
Гај Теренције избегао је погибију код Кане. Пораз није значајно утицао на Теренцијеву каријеру. Римљани су га у периоду од 215. до 213. године п. н. е. бирали за протопретора Пиценума, а 208-207. п. н е. Етрурије. Након завршетка Другог пунског рата послат је у дипломатску мисију у Африку. 